# Mount Morfee
Mount Morfee är ett berg i Kanada.   Det ligger i provinsen British Columbia, i den centrala delen av landet, 3 500 km väster om huvudstaden Ottawa. Toppen på Mount Morfee är 1 762 meter över havet, eller 616 meter över den omgivande terrängen. Bredden vid basen är 7,3 km.
Terrängen runt Mount Morfee är huvudsakligen kuperad, men åt sydväst är den bergig. Trakten runt Mount Morfee är nära nog obefolkad, med mindre än två invånare per kvadratkilometer.. Det finns inga samhällen i närheten.
I omgivningarna runt Mount Morfee växer i huvudsak barrskog.